# Karl Richter (Künstler)
Karl Richter (* 13. April 1927 in Zwickau; † 6. Mai 1959 in Berlin) war ein deutscher Maler, Künstler und Max-Pechstein-Preisträger.

## Leben und Werk
Der 1927 in Zwickau geborene Karl Richter stammte aus einer Kaufmannsfamilie und besuchte bis 1943 das Realgymnasium Zwickau. Im selben Jahr als Luftwaffenhelfer zur deutschen Wehrmacht eingezogen, musste er bis Kriegsende Dienst in Brandenburg absolvieren. 1947 begann er an der Hochschule für Bildende Künste in Berlin zu studieren (neun Semester), an der auch Max Pechstein als Professor arbeitete. Er ermunterte ihn auch sich mit seinen Arbeiten an dem in Zwickau vergebenen Max-Pechstein-Wettbewerb zu beteiligen, deren Preisträger er 1948 wurde.
1954 an einer Sammelausstellung Künstler aus Zwickau im Städtischen Museum Zwickau beteiligt, ging er im selben Jahr nach Salzburg zu Oskar Kokoschka und nahm bis 1955 an der dortigen Internationalen Sommerakademie teil. Noch im gleichen Jahr konnte er als Dozent an der Volkshochschule Berlin-Reinickendorf anfangen zu arbeiten. Ein Jahr später konnte er im Berliner Stadtteil eine zweimonatige Ausstellung seiner Werke organisieren. 1957 wurden erneut Zeichnungen und Aquarelle von ihm in einer Einzelausstellung im Städtischen Museum Zwickau gezeigt. Die Mittfünfziger brachten ihm zwar Ausstellungen und Anerkennung aber kaum finanziellen Erfolg, um seine Familie abzusichern. Der in Berlin-Schulzendorf in ärmlichen Verhältnissen lebende sensible Künstler hielt vermutlich diesem Druck zwischen Kunst und finanziellen Erfolg nicht aus und ging 1959 in den Freitod.
Karl Richters Werke konzentrierten sich auf Stillleben von Landschaften und Blumen in Weiterentwicklung eines expressiven Realismus, wie er auch bei Max Pechstein in seiner späten Schaffenszeit prägend war. Weitere Anregungen kamen von Kokoschkas Schule des Sehens, die er in Salzburg besuchte.
Sein kurzes Schaffen und früher Tod führte nach den 1960er Jahren zu einem schnellen Vergessen seiner Werke. Erst eine Schenkung des Münchners Johannes Gerber, langjähriger Freund Richters, von zwölf seiner Werke an das Städtische Museum Zwickau, das damit ihren kleinen Bestand von nur sieben Arbeiten Richters aufstocken konnte, brachten ihn in der sächsischen Heimat wieder stärker ins Bewusstsein. 2010 konnten dann dank der Arbeit seiner Töchter Teile seines Werkes in einer halbjährigen eigenen Ausstellung inklusive eines Werk- und Ausstellungskataloges gezeigt werden.

## Werke (Auswahl)
- Verdorrte Sonnenblume I (1952; Rohrfeder-Zeichnung, 57,5 × 74 cm)[1]

## Würdigungen
1948 gewann der erst 21-jährige Karl Richter unter 17 Mitbewerbern mit seiner eingereichten Arbeit den Max-Pechstein-Preis in Zwickau auf Grund:

„… seiner Farbstiftzeichnungen und Aquarelle … Seine Arbeiten verraten starke Begabung, eifriges Studium und individuellen Ausdruck.“

## Ausstellungen
- 25. April – 6. Juni 1954: Teilnehmer an einer Ausstellung Künstler aus Zwickau im Städtischen Museum Zwickau[3]
- März/April 1956: Ausstellung in Berlin-Reinickendorf
- April/Mai 1957: Ausstellung im Grafik-Kabinett des Städtischen Museums Zwickau
- 1960: In Memoriam, Verkaufs- und Gedenkausstellung in der Kunstgalerie der Berliner Hilton-Kolonnaden
- 11. April – 31. Oktober 2010: Karl Richter (1927–1959). Ein Pechstein-Schüler, Ausstellung in den Kunstsammlungen Zwickau